# Calyptophractus retusus
Calyptophractus retusus is een zoogdier uit de familie Chlamyphoridae. De wetenschappelijke naam van de soort werd voor het eerst geldig gepubliceerd door Hermann Burmeister in 1863.

## Voorkomen
De soort komt voor in de Gran Chaco van Argentinië, Bolivia en Paraguay.